# 노구치 료타
노구치 료타(일본어: 野口 遼太, 1986년 6월 24일 ~ )는 일본의 축구 선수이다.

## 구단 경력
과거 카마타마레 사누키에서 활동하였다.